# Cephalonia (Schiff)
Die Cephalonia war ein 1882 in Dienst gestellter Ozeandampfer der britischen Reederei Cunard Line, der im Passagierverkehr auf der Route Liverpool–Queenstown–Boston eingesetzt wurde. Das Schiff wurde 1900 nach China verkauft.

## Geschichte
Das 5.517 BRT große Dampfschiff Cephalonia wurde auf der Werft Laird Brothers in Birkenhead gebaut und lief am 20. Mai 1882 vom Stapel. Sie war das Schwesterschiff der Catalonia (Bj. 1881) und der Pavonia (Bj. 1882). Das 131,2 Meter lange und 14,2 Meter breite, aus Eisen gebaute Schiff hatte einen Schornstein, drei Masten und einen Einzelpropeller. An Bord war Platz für 200 Passagiere der Ersten und 1500 der Dritten Klasse. Am 23. August 1882 legte die Cephalonia in Liverpool zu ihrer Jungfernfahrt über Queenstown ab. Ihr Endhafen war Boston, aber gelegentlich steuerte die Cephalonia auch New York und Baltimore an.
Nach seiner Ernennung zum spanischen Botschafter in Washington, D.C. traf Juan Valera am 18. Januar 1884 an Bord der Cephalonia in den Vereinigten Staaten ein. Am 23. Januar 1886 verlor das Schiff etwa 650 Seemeilen westlich vom Fastnet-Felsen seinen Propeller und musste in Schlepp genommen werden, um Queenstown zu erreichen. Langjähriger Kapitän der Cephalonia war William Simpson Seccombe († 1910). Sein Sohn Percy und seine Tochter Elizabeth waren Passagiere Erster Klasse auf der letzten Fahrt der Lusitania im Mai 1915. Beide kamen bei dem Untergang ums Leben.
Die Cephalonia war im Passagierverkehr, bis sie ab dem 12. September 1899 als Truppentransporter im Burenkrieg eingesetzt wurde. Im Darauf folgenden Jahr wurde sie an die Chinese Eastern Railway verkauft und in Hailor umbenannt. 1904 wurde das Schiff als Blockschiff in Port Arthur versenkt.